# Journey through the past (album van Neil Young)
Journey through the past is een album van Neil Young uit 1972. Op dit album staat de soundtrack van een gelijkmatige autobiografische documentaire, die bestaat uit een mengeling van muziek en gesproken woord. 

## Muziek
Naast Neil Young staat er ook muziek van Crosby, Stills & Nash, Buffalo Springfield, The Stray Gators, The Tony & Susan Alamo Christian Foundation Orchestra & Chorus en de Beach Boys op het album. 

### Kant één
Het album opent met een paar televisieopnames uit 1967 van Neil Youngs vorige band Buffalo Springfield (track 1 en 2).  De openingstrack is een medley van de bekende songs For what it's worth en Mr. Soul.
De tracks 3 en 4 zijn live opnames van Crosby, Stills, Nash & Young in de Fillmore East in New York in juni 1970.

### Kant twee
De versie van Southern man (track 1) is ook van Crosby, Stills, Nash & Young tijdens een concert in de Fillmore East.  
Are you ready for the country?  (track 2) en Alabama (track 4) zijn alternatieve opnames die gemaakt zijn tijdens de sessies voor het album Harvest.  De achtergrondzang door Crosby, Stills en Nash is later toegevoegd. 
Let me call you sweetheart (track 3) is in 1910 geschreven door Leo Friedman (muziek) en Beth Slater Whitson (tekst) en werd in 1911 een grote hit voor het Peerless Quartet. 

### Kant drie
Words (between the line of ages) is een lange uitvoering door The Stray Gators, die een volledige plaatkant in beslag neemt.

### Kant vier
Relativity Invitation (track 1) is een dialoog uit de documentaire. Handel’s Messiah (track 2) en King of Kings (track 3) zijn korte klassieke stukjes. Soldier (track 4) is het enige nieuwe nummer op dit album.  Let’s go away for a while (track 5) is een instrumentaal nummer van het album Pet Sounds van The Beach Boys. 

## Tracklist
| Nr. | Titel                                                         | Uitvoerende artiest/band     | Duur |
| --- | ------------------------------------------------------------- | ---------------------------- | ---- |
| 1.  | For what it's worth / Mr. Soul (Stephen Stills en Neil Young) | Buffalo Springfield          | 3:54 |
| 2.  | Rock 'n' roll woman (Stephen Stills)                          | Buffalo Springfield          | 2:53 |
| 3.  | Find the cost of freedom (Stephen Stills)                     | Crosby, Stills, Nash & Young | 1:49 |
| 4.  | Ohio (Neil Young)                                             | Crosby, Stills, Nash & Young | 4:23 |

| Nr. | Titel                                                          | Uitvoerende artiest/band             | Duur |
| --- | -------------------------------------------------------------- | ------------------------------------ | ---- |
| 5.  | Southern man (Neil Young)                                      | Crosby, Stills, Nash & Young         | 6:47 |
| 6.  | Are you ready for the country? (Neil Young)                    | The Stray Gators                     | 1:52 |
| 7.  | Let me call you sweetheart (Leo Friedman, Beth Slater Whitson) | onbekende presentator en vrouwenkoor | 1:05 |
| 8.  | Alabama (Neil Young)                                           | The Stray Gators                     | 6:23 |

| Nr. | Titel              | Uitvoerende artiest/band | Duur  |
| --- | ------------------ | ------------------------ | ----- |
| 9.  | Words (Neil Young) | The Stray Gators         | 16:30 |

| 10.                  | Relativity invitation                     | dialoog uit de film                                        | 1:09 |
| 11.                  | Handel’s Messiah (George Frideric Handel) | Tony & Susan Alamo Christian Foundation Orchestra & Chorus | 2:49 |
| 12.                  | King of kings (Miklos Rosza)              | Tony & Susan Alamo Christian Foundation Orchestra & Chorus | 5:07 |
| 13.                  | Soldier (Neil Young)                      | Neil Young                                                 | 3:39 |
| 14.                  | Let's go away for a while (Brian Wilson)  | The Beach Boys                                             | 2:08 |
| Totale duur: 1:00:10 |                                           |                                                            |      |

## Musici
Buffalo Springfield:
- Neil Young: gitaar, zang
- Stephen Stills: gitaar, zang
- Richie Furay: gitaar, zang
- Bruce Palmer: basgitaar
- Dewey Martin: drums, zang

Crosby, Stills, Nash & Young:
- David Crosby: gitaar, zang
- Stephen Stills: gitaar, piano, orgel, contrabas, zang
- Graham Nash: gitaar, piano, orgel, zang
- Neil Young: gitaar, orgel, zang
- Calvin Samuels|Calvin "Fuzzy" Samuels: basgitaar
- Johnny Barbata: drums

Neil Young with The Stray Gators:
- Neil Young: gitaar, piano, harmonica, zang
- Ben Keith: pedalsteelgitaar
- Jack Nitzsche: piano, slidegitaar
- Tim Drummond: basgitaar
- Kenny Buttrey: drums

The Tony & Susan Alamo Christian Foundation Youth Orchestra & Choir